# Толубай
Толубай (каз. Толыбай) — село в Павлодарском районе Павлодарской области Казахстана. Входит в состав Шакатского сельского округа. Код КАТО — 556069400.

## Население
В 1999 году население села составляло 173 человека (91 мужчина и 82 женщины). По данным переписи 2009 года, в селе проживало 139 человек (75 мужчин и 64 женщины).